# Pieter Leonard van de Kasteele
Pieter Leonard van de Kasteele, né le 13 août 1748 à La Haye et mort dans cette ville le 7 avril 1810, est un homme politique et poète néerlandais.

## Biographie

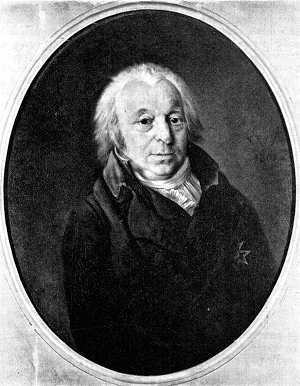
Van de Kasteele en 1809.

Pieter Leonard van de Kasteele est diplômé en droit de l'université d'Utrecht le 13 décembre 1771 et devient avocat à La Haye ; l'année suivante, il est avocat au tribunal militaire. En 1782, il devient membre de la municipalité de Haarlem et devient pensionnaire de la ville. Patriote, il joue un rôle important dans la brève arrestation de la princesse Wilhelmine de Prusse, épouse de Guillaume V d'Orange et sœur du roi Frédéric-Guillaume II de Prusse. Cette arrestation a pour conséquence l'entrée des troupes prussiennes dans les Provinces-Unies et la fin de la Révolution batave en septembre et octobre 1787. Van de Kasteele est alors démis de ses fonctions.
Le 19 janvier 1795, alors que les troupes françaises prennent Utrecht, entraînant la fuite de Guillaume V, Kasteele fait partie des patriotes qui révolutionnent la municipalité de Haarlem. En août, il est désigné représentant aux États provinciaux de Hollande et aux États généraux. Au mois de novembre, il fait partie d'une commission qui propose la réunion d'une assemblée nationale batave pour succéder aux États généraux. Le 27 janvier, il est élu député de Leyde. Le 1er mars 1796, à l'ouverture de la session, il est élu secrétaire de l'assemblée et en devient le président après la mort de Pieter Paulus, le 17 mars. Van de Kasteele est l'un des leaders des modérés et siège à la commission constitutionnelle, dont il est l'un des membres les plus influents. Il se prononce en faveur du décret sur l'unité et l'indivisibilité de la République batave.
Le 2 août 1797, il est élu député de Haarlem et préside une nouvelle fois l'assemblée du 21 au 31 août, avant la réunion de la nouvelle assemblée le 1er septembre. Le 13 septembre, il est nommé curateur de l'université de Leyde. En octobre, il est désigné président de la commission d'enquête sur la défaite de la flotte batave à Camperdown le 11 octobre. La commission propose d'augmenter l'impôt sur le revenu de 8 % pour financer la reconstruction d'une flotte. Cette proposition est adoptée par l'assemblée le 30 novembre. Van de Kasteele démissionne après le coup d'État unitariste du 22 janvier 1798. Lorsque les unitaristes sont renversés à leur tour le 12 juin, il est nommé au Corps législatif provisoire puis élu député d'Amstelveen, siégeant dans la première chambre. Il en est le président du 31 juillet au 13 août. Par tirage au sort, son siège est désigné pour être remplacé le 30 juillet 1799. Un an plus tard, il est élu député de Ridderkerk.
Après le coup d'État du 14 septembre 1801, Van de Kasteele est l'un des trois membre du comité exécutif des Finances de la Régence d'État. Le 1er mai 1805, après que Rutger Jan Schimmelpenninck est devenu grand pensionnaire de la République batave, celui-ci le nomme président du Conseil d'État. Cette position est confirmée par Louis Bonaparte lorsqu'il devient roi de Hollande. En juillet 1807, Van de Kasteele prend sa retraite pour raisons de santé. Louis lui confie toutefois en 1808 le soin de réaliser, avec Six et Appelius, une nouvelle constitution, mais le projet ne verra jamais le jour en raison de l'annexion de la Hollande à la France en juillet 1810, trois mois après la mort de Van de Kasteele.
Bon ami du poète Hieronymus van Alphen, il a travaillé avec lui dès les années 1770 et a lui-même publiés plusieurs recueils de poèmes.

## Publications
- Proeve van stigtelyke mengelpoëzy. Eerste ontwerp. (Utrecht, 1771)
- Proeve van stigtelyke mengelpoëzy. Het eerste stukjen. (Utrecht, 1772)
- Gezangen (Utrecht, 1790)
- De gedichten van Ossian (Amsterdam, 1793)
- Oden van Klopstock en Wieland (Haarlem, 1798)